# 아타 자베르
아타 자베르(아랍어: عطاء جابر, 히브리어: עטאא ג'אבר‎, 1997년 12월 9일 ~ )는 아제르바이잔 프리미어리그 클럽 네프치에서 수비형 미드필더로 활약하고 있는 팔레스타인의 프로 축구 선수이다. 이스라엘에서 태어난 그는 팔레스타인 국가대표팀에서 뛰고 있다.

## 어린 시절
자베르는 이스라엘 마즈드알크룸에서 무슬림계 아랍인 가정에서 태어났다.

## 구단 경력
아타 자베르는 2011-12년 시즌 마카비 하이파가 17세의 나이로 시니어 팀에 데뷔하면서 프로에 입문했다. 1군 자리를 예약할 수 없었던 아타 자베르는 2016-17 시즌 동안 브네이 사크닌과 계약했다.
그는 2021년 1년 계약으로 아슈도드로 이적했다.
2022년, 자베르는 아제르바이잔 프리미어리그 클럽 네프치와 처음으로 해외 리그 계약을 체결했다.

## 국가대표팀 경력
자베르는 이스라엘 U-21 국가대표팀을 대표하여 주장을 맡았다. 하지만 2023년에 그는 팔레스타인 국가대표팀으로 국적을 변경하기 위해 신청했다.  그는 6월 14일 인도네시아와의 친선 경기에서 0-0으로 비기며 데뷔했다.
10월 7일 테러 이후 모셰 아르벨 이스라엘 내무장관은 자베르의 이스라엘 시민권을 취소할 것을 촉구했다.